# Pjero Baranović
Pjero Baranović, rođen je u Splitu 26. lipnja 1976. g., sin je poznatog splitskog profesora matematike i nogometaša HNK Hajduk i RNK Split Antuna (Tonća) Baranovića, a od svoje pete godine života bavi se filatelijom. 
Dugogodišnji je član Filatelističkog društva "Split" i jedan od osnivača Dalmatinskog kolekcionarskog društva "Diokles" iz Splita, a za svoj aktivni rad do sada je nagrađen Pohvalnicom HFS-a 1995.g., Brončanim znakom HFS-a 1999.g. i Srebrnim znakom HFS-a 2012.g., osobnom nagradom Splitsko-dalmatinske županije 2013.g. te inim priznanjima različitih društava i organizacija. U svom dugogodišnjem aktivnom učešću i djelovanju u organiziranoj filateliji obnašao je niz odgovornih dužnosti od člana UO F.D. "Split" i Hrvatskog filatelističkog saveza, preko predsjednika F.D. "Split" do predsjednika DKD "Diokles". 
Poznat je kao organizator mnogih klupskih, ali i nekih nacionalnih filatelističkih izložbi, te kao aktivni izlagač na njima. Autor je više desetaka prigodnih žigova, omotnica, dopisnica i maximum karata, stručnih tekstova o filateliji objavljenih u različitim publikacijama, nekoliko izložbenih kataloga, od kojih posebno izdvajamo katalog nacionalne filatelističke izložbe "Svjetska baština u RH" te vrlo uspješnog bloka cindarelle napravljenog 2005.g. povodom 1700. obljetnice dolaska cara Dioklecijana u svoju splitsku palaču. Osim toga, dugogodišnji je predlagač poštanskih maraka RH, a u novije vrijeme i maraka Hrvatske pošte Bosne i Hercegovine. 
U posljednjih nekoliko godina poznat je i kao česti gost medija, posebno radija i televizije. Kao aktivni sudionik većine rasprava o kulturi i turizmu u Splitu održao je i niz javnih predavanja o filateliji. Pjero Baranović posebno je zaslužan za organiziranje gostovanja F.D. "Split" u Boki kotorskoj i Makedoniji, a njegovoj aktivnosti F.D. "Split" i DKD "Diokles" mogu zahvaliti odlične odnose s gradskim i županijskim poglavarstvom, HP – SP Split, HP-om Mostar, Hrvatskom maticom iseljenika, HRM-om, različitim kulturnim i društvenim organizacijama i ustanovama, te cjelom splitsko – makarskom metropolijom. Konačno, zahvaljujući njegovoj izuzetnoj aktivnosti i osobnom zalaganju Hrvatska pošta d.d. izdala je prigodnu poštansku marku "1700 godina od mučeničke smrti Sv. Dujma", a grad Split F.D. "Split" uvrstio je u sastav mnogih gradskih delegacija na putu u Mostar, Banju Luku, Makedoniju, Italiju… te ga nagradio Medaljom grada Splita.
Ukratko, danas je ime Pjera Baranovića zaštitni znak organizirane filatelije i kolekcionarstva u Splitu i Splitsko – dalmatinskoj županiji.

## Unutarnje poveznice
- filatelija

## Vanjske poveznice
- DKD "Diokles"
- Hrvatski filatelistički savez  Arhivirana inačica izvorne stranice od 9. veljače 2010. (Wayback Machine)